# Wizardry II: The Knight of Diamonds
Wizardry II: The Knight of Diamonds (Sorcellerie II : Le Chevalier de diamant dans sa première version française) est un jeu vidéo de type dungeon crawler développé et publié par Sir-Tech à partir de 1982 sur Apple II, Commodore 64, DOS, NES, PC booter, PC-98 et Macintosh. Le jeu est le deuxième opus de la série Wizardry. Techniquement, il est quasiment identique à son prédécesseur. Il propose néanmoins un nouveau scénario ainsi que de nouvelles zones à explorer. L’objectif du joueur est de retrouver le bâton de Gilna, un objet magique qui protégeait jusque-là la cité de Llylgamyn mais qui a été volé par un être maléfique, Davalpus. Pour le récupérer, le joueur doit d’abord se procurer les cinq pièces de l’armure du Chevalier de Diamant qui sont éparpillées dans un donjon. Le jeu nécessite initialement d’avoir terminé Wizardry: Proving Grounds of the Mad Overlord, l’idée étant de continuer l’aventure avec les mêmes personnages, comme dans une extension. Ce système se révèle cependant être un échec et les versions suivantes du jeu permettent de créer de nouveaux personnages ou d’utiliser un groupe déjà créé. Le donjon étant calibré pour des personnages de niveau 13, un groupe nouvellement créé n’a cependant que peu de chances de survivre aux premiers combats. À sa sortie en 1982, le magazine Softline salue la variété des monstres du jeu ainsi que les quêtes associées à chaque niveau du donjon. La journaliste Scorpia du magazine Computer Gaming World le décrit cependant comme une suite décevante à cause de sa taille limitée et de la nécessité d’avoir le premier jeu pour pouvoir y jouer.